# Skerpikjøt

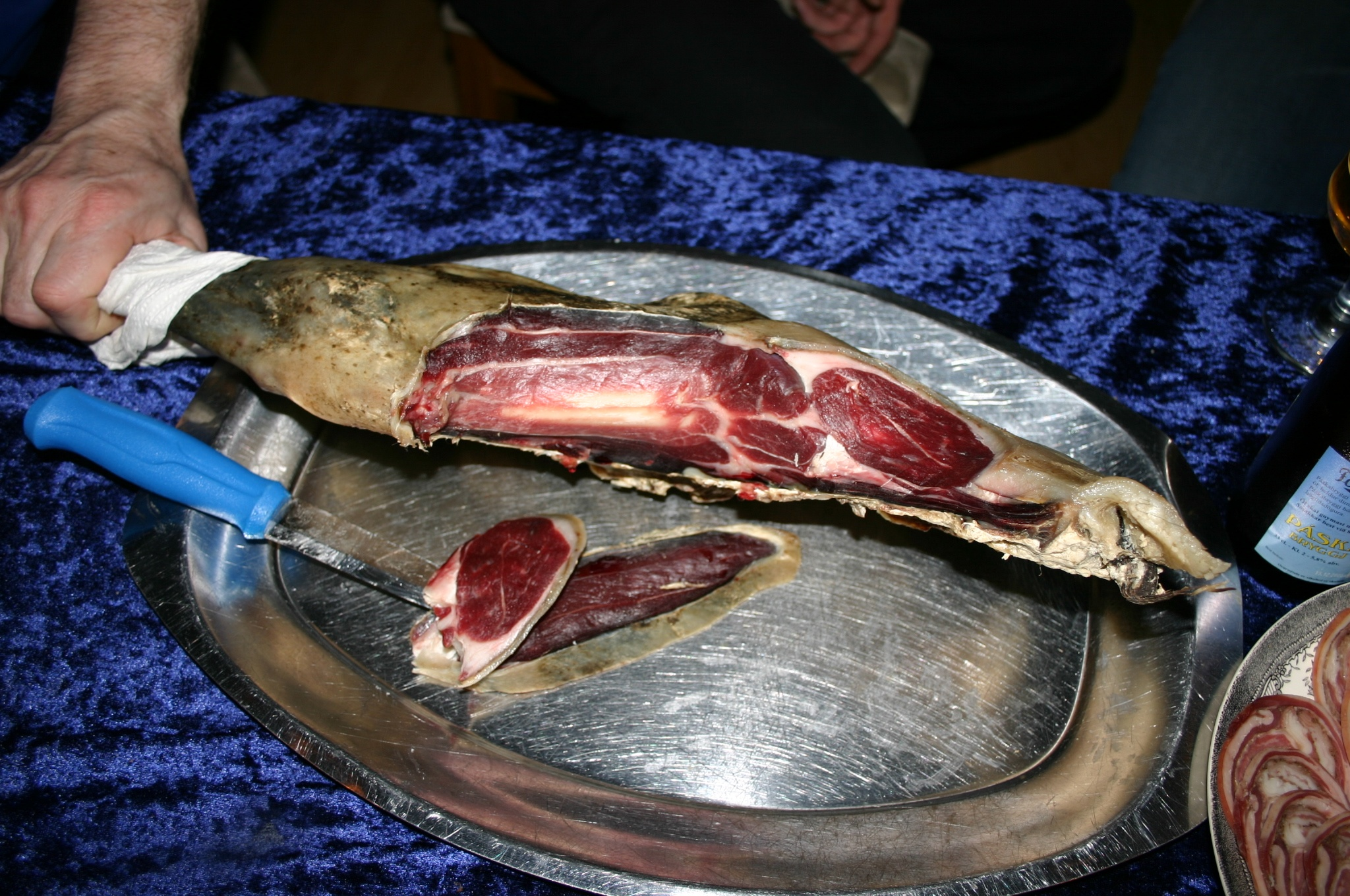
Skerpikjøt

Skerpikjøt

Skerpikjøt of skarpræstur (Deens: skærpekød) is een nationaal gerecht van de Faeröer, dat bestaat uit gedroogd schapenvlees, dat in stukjes of op brood wordt gegeten. Skerpikjøt heeft een sterke en nadrukkelijke smaak, waaraan niet-eilanders vaak eerst moeten wennen; een zogeheten verworven smaak.

## Beschrijving
Skerpikjøt wordt gemaakt door schapenvlees vijf tot negen maanden te laten drogen in een hjallur, een schuurtje waar de wind doorheen kan waaien. Daarbij doorloopt het vlees drie stadia, elk met hun eigen textuur, geur en smaak. Het eerste stadium, dat na enkele dagen intreedt, is dat van de visnadur. Daarna volgt geleidelijk de ræstur-fase, die uiteindelijk overgaat in turrur. Het drogen is een delicaat proces, dat niet altijd naar wens verloopt. Te warm en nat weer in de eerste fase kan ertoe leiden dat het vlees fermenteert en een te sterke smaak krijgt. Plotseling invallende koude tijdens diezelfde fase kan met zich meebrengen, dat de ræstur-fase wordt "overgeslagen", waardoor het eindproduct niet de gewenste smaak krijgt. De smaak van skerpikjøt kan dan ook van jaar tot jaar verschillen.